# Zoar (Wisconsin)
Zoar – jednostka osadnicza w Stanach Zjednoczonych, w stanie Wisconsin, w hrabstwie Menominee.